# ويبنود
ويبنود (بالإنجليزية: Webnode)، أداة بناء الموقع موقع لاستضافة المدونات والمواقع والمنتديات ومكتبات الصور، تم إنشاؤه من قبل شركة ويست كوم في عام 2008 ، يدعم الموقع عدة لغات منها الإنجليزية والفرنسية إلا أنه لا يدعم اللغة العربية، يقدم الموقع خدماته بالمجان مع إمكانية ترقية المدونة إلى باقات متميزة توفر للمستخدم المزيد من مساحة التخزين بالإضافة إلى مميزات أخرى إضافية .

## وصلات خارجية
- الموقع الرسمي